# Ruta Nacional 90 (Argentina)

Mapa del recorrido de la vieja Ruta Nacional 90.

La Ruta Nacional 90 era el nombre que tenía antes de 1980 la carretera de 308 kilómetros en las provincias de Chaco y Formosa, República Argentina, que une el empalme con la Ruta Nacional 11 y el empalme con la Ruta Nacional 86 en el pueblo formoseño de El Espinillo.
El puente sobre el Río Bermejo, límite natural entre ambas provincias, se construyó entre 1950 y 1957. Mediante el Decreto Nacional 1363 del año 1958 se le puso a esta construcción el nombre de Puente Libertad.
El tramo chaqueño de este camino pertenecía originalmente a la Ruta Nacional 11, hasta que se construyó el camino actual más cercano al Río Paraguay. En 1970 se abrió la traza con camino de tierra desde Pirané hasta El Espinillo.
El Decreto Nacional 1595 del año 1979 prescribió que la jurisdicción de este camino pasara a ambas provincias del noreste argentino. La Provincia del Chaco ratificó la transferencia en 1981 por lo que el tramo chaqueño de la ruta cambió su denominación a Ruta Provincial 90. En Formosa actualmente es la Ruta Provincial 3.
Este camino actualmente se encuentra pavimentado al sur de la Ruta Nacional 81, en la ciudad formoseña de Pirané.

## Localidades
Las ciudades y pueblos por los que pasa esta ruta de sur a norte son los siguientes (los pueblos con menos de 5.000 habitantes figuran en itálica).

### Provincia del Chaco
Recorrido: 100 km (km 1045-1145).
- Departamento Primero de Mayo: La Eduvigis (km 1076).
- Departamento Libertador General San Martín: General José de San Martín (km 1124).

### Provincia de Formosa
Recorrido: 208 km (km 1145-1353).
- Departamento Pirané: El Colorado (km 1149), Villa Dos Trece (km 1163), Pirané (km 1222).
- Departamento Pilagás: Laguna Gallo (km 1296), Tres Lagunas (km 1321) y El Espinillo (km 1348).